# Prosíčka (Koberovy)
Prosíčka je malá vesnice, část obce Koberovy v okrese Jablonec nad Nisou. Nachází se asi 1,5 km na severozápad od Koberov. Je zde evidováno 33 adres. Trvale zde žije 21 obyvatel.
Prosíčka leží v katastrálním území Vrát o výměře 2,34 km2.

## Historie
První písemná zmínka o obci pochází z roku 1615.

## Pamětihodnosti
- Socha sv. Jana Nepomuckého